# ピアノソナタ第18番 (シューベルト)
ピアノソナタ第18番 ト長調 作品78, D 894 は、フランツ・シューベルトが1826年に作曲したピアノソナタ。一般に『幻想』（Fantasie）の愛称で親しまれている。

## 概要
本作はシューベルトが28歳の時の作品であり、このあとの同形式の作品は、晩年の3つのソナタ （『第19番 ハ短調』（D 958）『第20番 イ長調』（D 959）『第21番 変ロ長調』（D 960））しかない。完成された作風期に入り、規模も充実し、内容も優雅な大作である。
また、本作はシューベルトの生前に出版された最後のピアノソナタであり、後にドイツの作曲家であるロベルト・シューマンは、本作に対して「形式と構想において最も完璧である」と評している。

### 愛称の由来
『幻想』という愛称は、初版の楽譜に「幻想曲」と記されていたことからそう呼ばれるようになったが、楽譜に「幻想曲」と記したのはシューベルト自身ではなく、初版を出版したトビアス・ハスリンガーが、本作の第1楽章に対して付けたものとされる。

## 曲の構成
全4楽章、演奏時間は約40分。主調であるト長調は、主に室内楽曲によく使われるなど柔和な印象を与えているが、本作では同時代人のベートーヴェンの作品の影響を色濃く感じさせる書法が多い。
- 第1楽章 モルト・モデラート・エ・カンタービレ
ト長調、8分の12拍子、ソナタ形式。
発想記号の通り「ごく節度を持ってそして謡うが如く」演奏される。 冒頭から主題が提示される。第2主題は優雅なシチリアーノ。素朴な変奏の後に提示部が終わり、展開部に入る。展開部はト短調、ニ短調など短調の昂揚があった後、第2主題が変ロ長調で左手声部に現れる。右手声部は同時に第1主題を奏でていて、各主題を統合した優れた作曲技術が認められる。 再現部は形式通り。コーダは最弱音で穏やかに締めくくっている。

- 第2楽章 アンダンテ
ニ長調、8分の3拍子、ソナタ形式（またはロンド形式）。
本来は緩徐楽章をおくべきところ、前楽章がアレグロではないので均衡をとっている。重音が多く雄大な効果を出している。第1主題は多少変奏を伴って繰り返されるが、単純なものに抑えて全楽章の統一を図っている。

- 第3楽章 メヌエット：アレグロ・モデラート - トリオ
ロ短調 - ロ長調、4分の3拍子、複合三部形式。
同一の重音を執拗に繰り返すので優雅なメヌエットに収まっていない。トリオではロ長調の愛すべき旋律。

- 第4楽章 アレグレット
ト長調、2分の2拍子（アラ・ブレーヴェ）、ロンド形式。
ロンド主題は穏やかな右手主題を左手の4対1の同音連打が支えるもの。この4対1の同音連打は前楽章のメヌエットでも重要であり、ソナタ全楽章を支配している。途中ハ長調の活発な部分が現れる。ロンド主題をはさんで変ホ長調とハ短調の優雅な部分。ロンド形式どおりでコーダのシンコペーションが印象的。最後まで4対1の連打が顔を出している。